# Абсолютная величина

График вещественной функции

Модуль и другие характеристики комплексного числа

Абсолю́тная величина́, или мо́дуль, числа {\displaystyle x} (в математике) — неотрицательное число, которое, неформально говоря, обозначает расстояние между началом координат и {\displaystyle x}. Обозначается: {\displaystyle |x|.}
В случае вещественного {\displaystyle x} абсолютная величина есть непрерывная кусочно-линейная функция, определённая следующим образом:
{\displaystyle |x|={\begin{cases}x,&x>0,\\0,&x=0,\\-x,&\ x<0.\end{cases}}}
Обобщением этого понятия является модуль, или абсолютная величина, комплексного числа {\displaystyle z=x+iy.} Это число определяется по формуле:
{\displaystyle |z|=|x+iy|={\sqrt {x^{2}+y^{2}}}.}

## Основные свойства
С геометрической точки зрения, модуль вещественного или комплексного числа есть расстояние между числом и началом координат. В математике широко используется тот факт, что геометрически величина {\displaystyle |x_{1}-x_{2}|} означает расстояние между точками {\displaystyle x_{1}} и {\displaystyle x_{2}} и, таким образом, может быть использована как мера близости одной (вещественной или комплексной) величины к другой — например, в определении предела по Коши или медианы.

### Вещественные числа
- Область определения: {\displaystyle (-\infty ;+\infty ).}
- Область значений: {\displaystyle [0;+\infty ).}
- Функция чётная.
- Функция дифференцируема всюду, кроме нуля. В точке {\displaystyle x=0} функция претерпевает излом.

### Комплексные числа
- Область определения: вся комплексная плоскость.
- Область значений: {\displaystyle [0;+\infty ).}
- Модуль как комплексная функция не дифференцируема ни в одной точке, поскольку условия Коши-Римана не выполнены.

## Алгебраические свойства
Для любых вещественных чисел {\displaystyle a,b} имеют место следующие соотношения:
- {\displaystyle \ |x|={\sqrt {x^{2}}}=x\cdot \operatorname {sgn} x={\rm {max}}\,\{x,\,-x\}} (sgn — функция знака);
- {\displaystyle -|a|\leqslant a\leqslant |a|;}
- квадрат модуля числа равен квадрату этого числа: {\displaystyle |a|^{2}=a^{2}.}

Как для вещественных, так и для комплексных {\displaystyle a,b} имеют место соотношения:
- модуль любого числа равен либо больше нуля: {\displaystyle |a|\geqslant 0}, причём {\displaystyle |a|=0} тогда и только тогда, когда {\displaystyle a=0;}
- модули противоположных чисел равны: {\displaystyle |{-a}|=|a|;}
- модуль произведения двух (и более) чисел равен произведению их модулей: {\displaystyle |ab|=|a||b|;}
  - в частности, постоянный положительный множитель можно выносить за знак модуля: {\displaystyle |ab|=a|b|,\quad a>0;}
- модуль частного от деления двух чисел равен частному от деления модулей этих двух чисел: {\displaystyle \left|{\frac {a}{b}}\right|={\frac {|a|}{|b|}}}, если знаменатель не равен нулю;
- {\displaystyle |a+b|\leqslant |a|+|b|} (модуль суммы не больше суммы модулей слагаемых; геометрический смысл выражается неравенством треугольника);
- {\displaystyle |a-b|\leqslant |a|+|b|;}
- {\displaystyle |a|-|b|\leqslant |a+b|;}
- {\displaystyle |a\pm b|\geqslant {\big |}|a|-|b|{\big |};}
- {\displaystyle |a^{k}|=|a|^{k},} если {\displaystyle a^{k}} существует.

## История
Считают, что термин предложил использовать Котс, ученик Ньютона. Лейбниц тоже использовал эту функцию, которую называл модулем и обозначал: mol. Общепринятое обозначение абсолютной величины введено в 1841 году Вейерштрассом. Для комплексных чисел это понятие ввели Коши и Арган в начале XIX века.

## В языках программирования
Поскольку эта функция вычисляется достаточно просто (а именно с помощью сравнений и присваиваний), то обычно она входит в стандартный список функций во все языки программирования. Например, в Pascal есть функция abs(x), а в C fabs(x) для вещественного типа. В программе Wolfram Mathematica: Abs[x].

## Обобщение
Понятие абсолютной величины можно ввести в произвольном упорядоченном кольце или  упорядоченном поле, и свойства её будут аналогичны приведённым выше. 
Обобщением понятия модуля можно считать норму элемента многомерного векторного пространства, обозначаемую {\displaystyle \|x\|}. Норма вектора в евклидовом пространстве иногда тоже называется модулем. По аналогии с модулем разности чисел, норма разности двух векторов является мерой близости между ними. В отличие от модуля числа, норма вектора может определяться различными способами, однако в случае одномерного пространства норма вектора пропорциональна (часто и равна) модулю его единственной координаты.